# Giełda Papierów Wartościowych w Lusace
Giełda Papierów Wartościowych w Lusace (ang. Lusaka Stock Exchange) – giełda papierów wartościowych w Lusace, stolicy Zambii. Założona przy wsparciu IFC i Banku Światowego w 1993 roku, pierwsze notowania odbyły się 21 lutego 1994. Według stanu na dzień 16 kwietnia 2015 na giełdzie notowane są akcje 24 spółek, a całkowita kapitalizacja na koniec czwartego kwartału 2014 wyniosła 66,456 miliardów ZMK.